# Parotocinclus spilurus
Parotocinclus spilurus är en fiskart som först beskrevs av Fowler, 1941.  Parotocinclus spilurus ingår i släktet Parotocinclus och familjen Loricariidae. Inga underarter finns listade i Catalogue of Life.